# Jean Gaspard Deburau

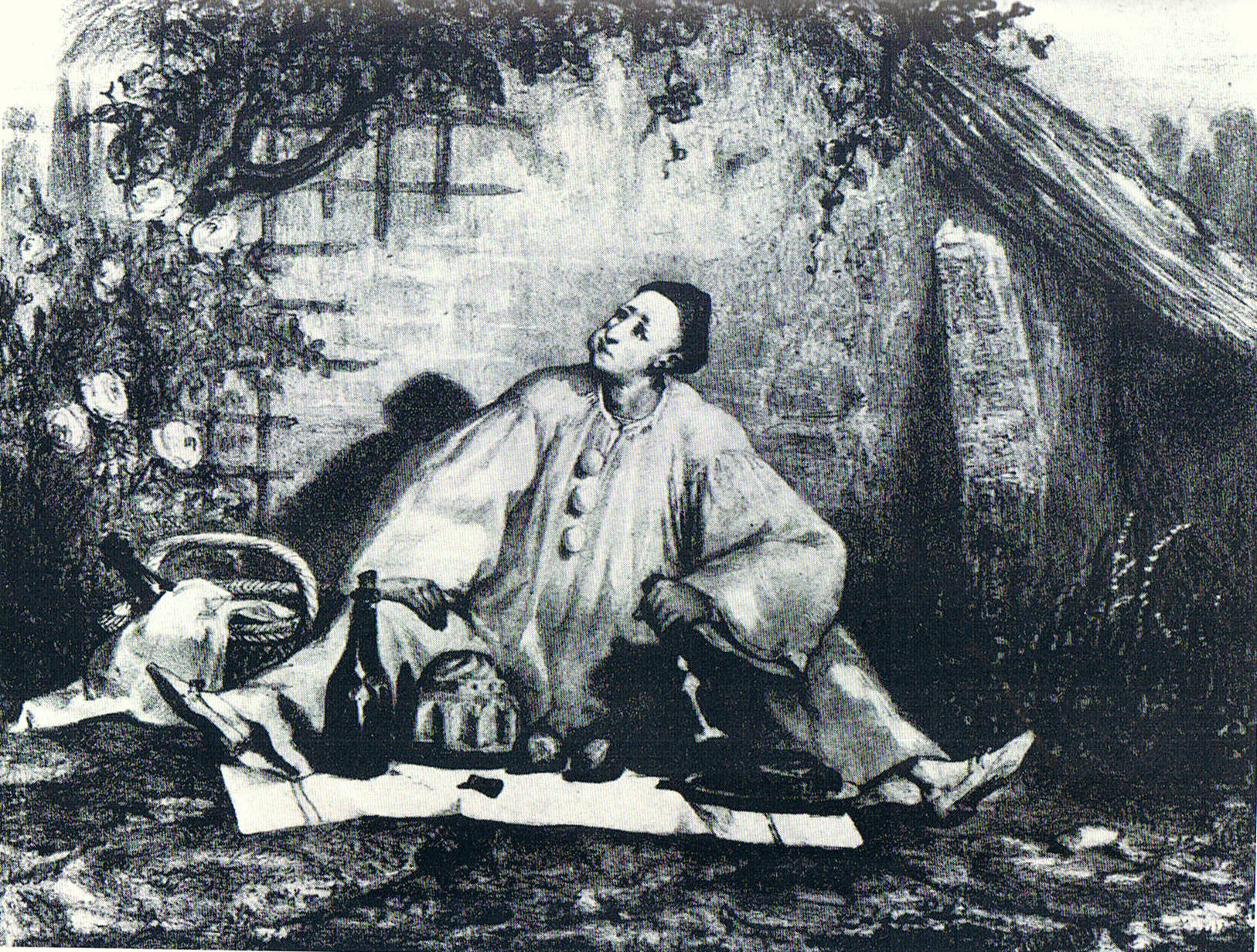
Auguste Bouquet, Le Repas de Pierrot : Jean-Gaspard Deburau: Pierrot gourmand, 1830

Jean-Baptiste Gaspard Deburau (vlastním jménem Jan Kašpar Debrio alias Dvořák) (31. července 1796, Kolín – 17. června 1846, Paříž) byl česko-francouzský mim a herec narozený v Čechách, nejvýraznější představitel evropské pantomimy 19. století.

## Život
Jeho otec se jmenoval Philip Deburau  byl prostým vojákem Wallisovského pluku, později byl profesí uváděn jako „barbirer“ (nesprávně balwirer), to jest lazebník nebo holič. Matka se jmenovala Kateřina Gráffová (Králová). Jan Kašpar se narodil v Kolíně v domě čp. 77 tehdejších kolínských kasáren, které byly po přestavbě v letech 1898–99 připojeny jako nové křídlo sousední radnice. Místo narození připomíná na radničním nádvoří plaketa. Otec v Kolíně marně hledal obživu, a proto se rodina se čtyřmi dětmi po roce 1802 vydala do světa. Živili se pouliční akrobacií.
V roce 1811 či 1812 odjel Jean-Gaspard s částí rodiny vystupovat do Paříže, kde se roku 1816 stal hvězdou v komediích dell'arte v Théâtre des Funambules, jež se nacházelo na slavné divadelní ulici Boulevard du Temple. Jeho postavy, jako např. Silueta mileneckého měsíce či Tiše trpící, a zejména provedení slavného Pierota byly dobovými kritikami v novinách hodnoceny jako podmanivé, okouzlující až dech beroucí. O Deburauovi tehdy psali např. Honoré de Balzac nebo Théophile Gautier. Pařížské obecenstvo svého Pierota milovalo a začátkem 30. let 19. století patřil k nejpopulárnějším umělcům.
Výjimečný výkon byl inspirací i nedostižným vzorem po následující desetiletí. K odkazu jeho mistrovství se vracela i pantomima 20. let 20. století jako Marcel Marceau nebo Ladislav Fialka, kteří převzali nejen jeho klasické etudy (např. Socha Pierot), ale i scénáře jako Hadrář či Pierot v Africe.

## Rodina
Jean-Gaspard Deburau byl ženatý. Měl dceru Rosinu a dva syny: Philippe Germain Anselme byl provazochodec a Charles tanečník, herec a mim. Jsou pohřbeni v rodinné hrobce na hřbitově Père-Lachaise v Paříži (sektor VIII, oddělení 59).
Černým dnem v jeho životě se stal 18. duben 1836, kdy uhodil holí muže, který urážel jeho manželku. Muž na následky zranění zemřel a Deburau musel do vězení. Obával se, že jeho čin ho připraví o přízeň diváků. Soud ho však shledal nevinným a také obecenstvo ho po návratu do divadla přijalo s nadšením.

## Média

### Film
- Děti ráje (1945) – francouzský romantický film – fikce o osudech J. G. Deburaua, režie Marcel Carné, v roli Deburaua Jean-Louis Barrault
- Největší z Pierotů (1990) – český televizní seriál na motivy stejnojmenného románu Františka Kožíka, režie Ivan Balaďa, v roli J. G. Deburaua Vladimír Javorský

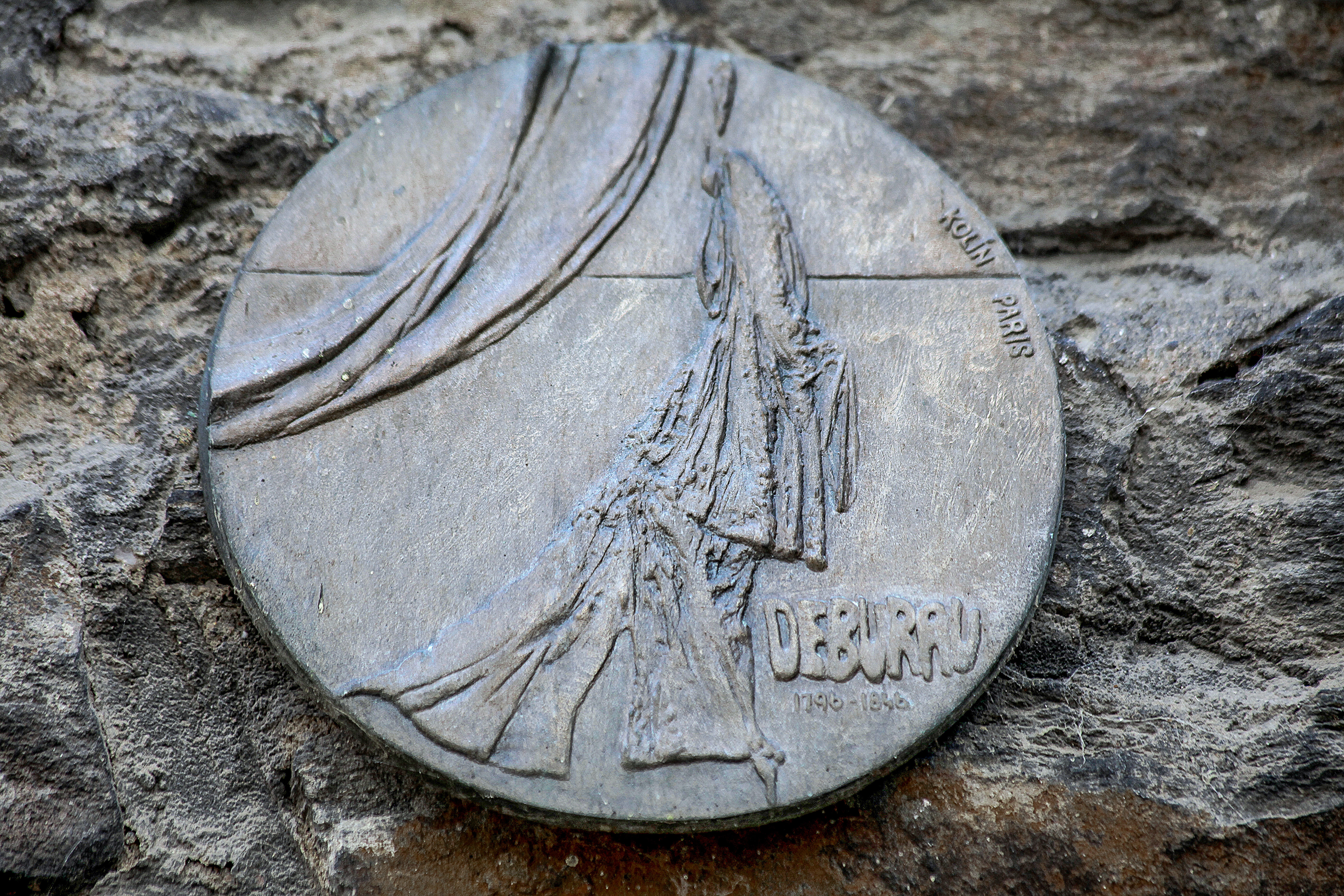
Pamětní deska Jana Kašpara Deburau z roku 1996 od kolínského sochaře Jaroslava Hylase

### Výtvarné umění
- Busta v budově radnice v Kolíně, bronz, Jan Pich (1969)
- Pamětní plaketa na budově radnice v Kolíně, autor Jaroslav Hylas (1996)
- Stříbrná pamětní mince v hodnotě 200 Kč, vydaná k 200. výročí narození; autor Jiří Harcuba (1996); vydala Česká národní banka
- Poštovní známka nominální hodnoty 12 Kč, návrh Vladimír Suchánek, ryl M. Ondráček; vydala Česká pošta